# Rue André-Barsacq
La rue André-Barsacq est une voie du 18e arrondissement de Paris, en France.

## Situation et accès
La rue André-Barsacq est une voie publique située dans le 18e arrondissement de Paris. Elle débute par un escalier au 3, rue Foyatier, face au square Louise-Michel (anciennement square Willette) et se termine au 6, rue Drevet.

## Origine du nom

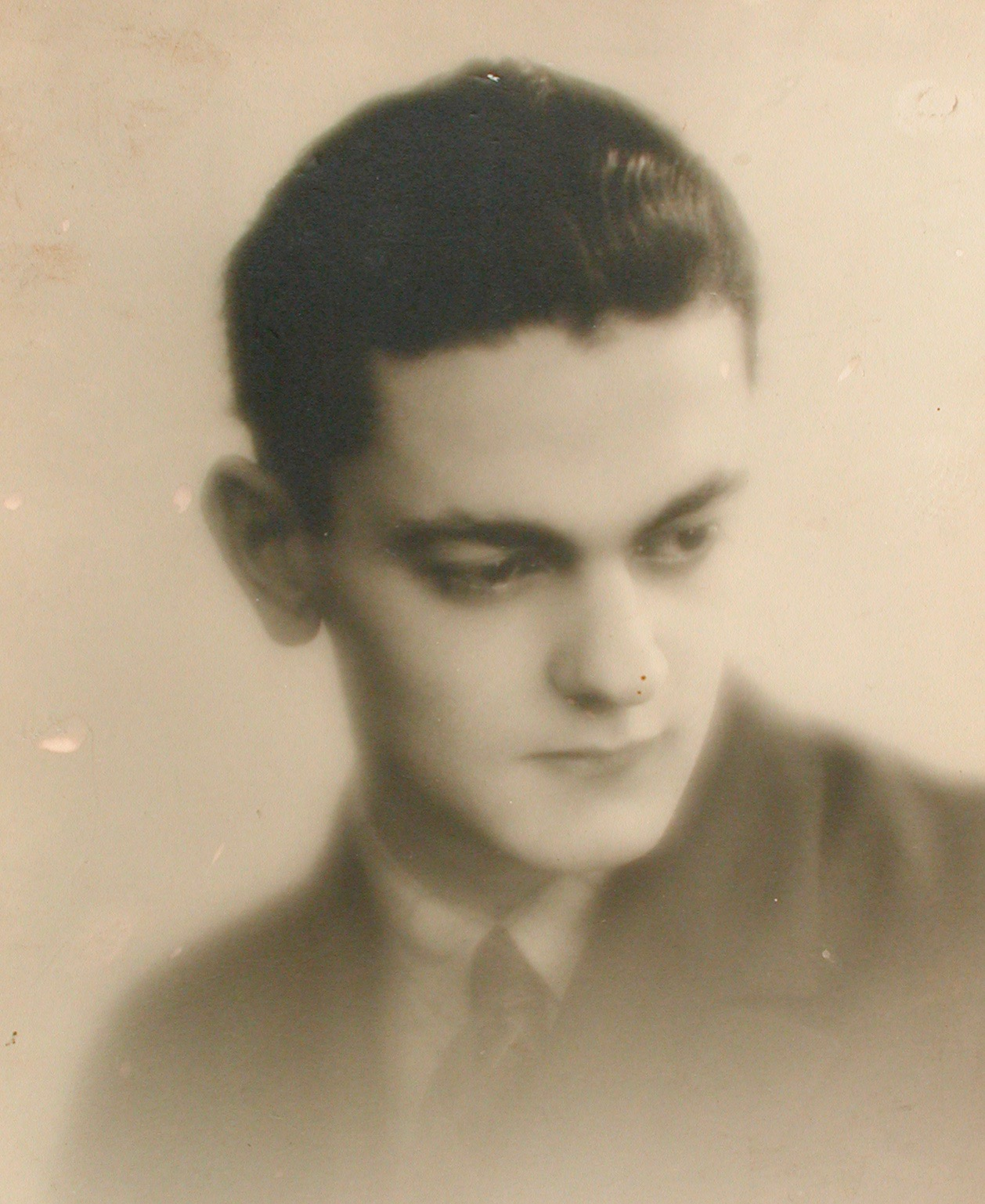
André Barsacq en 1930.

Elle porte le nom d'André Barsacq (1909-1973), décorateur, metteur en scène et directeur du Théâtre français, mort en 1973, et qui habitait au no 2 de la rue Berthe.

## Historique
Ancienne partie de la rue Berthe, elle est classée dans la voirie parisienne, entre les rues Chappe et Drevet, par un décret du 23 mai 1863 avant de prendre sa dénomination actuelle par un arrêté municipal du 30 août 1978.

## Bâtiments remarquables et lieux de mémoire
- Voie comprise en partie dans le site du vieux Montmartre.
- L'écrivain Stéphane Barsacq habite l'appartement où son grand-père le dramaturge André, puis son père le sculpteur Goudji, ont vécu. L'aïeul y recevait des personnalités comme Eugène Ionesco et Marcel Aymé[2].